# Hagamos algo superficial y vulgar
«Hagamos algo superficial y vulgar» es una canción interpretada por el grupo español Fangoria, incluida en su primer álbum de estudio Salto mortal (1991). La compañía la publicó como el segundo sencillo del disco. Posteriormente figuró en el recopilatorio de 2010 El paso trascendental del vodevil a la astracanada. Compuesta por Alaska, Nacho Canut y Bazoka Nut, mientras que Danny Melingo la produjo, es una canción bubblegum pop con influencias del acid house, presenta una producción más «agradable» que el anterior sencillo del álbum. La letra invita a abandonar la monotonía de la rutina diaria y explorar nuevas experiencias, por superficiales, vulgares o insensatas que estas puedan parecer.
«Hagamos algo superficial y vulgar» alcanzó una considerable popularidad debido a su enfoque comercial, pero también por la frescura de su sonido, con una clara inclinación internacional qie se vinculaba estrechamente con la moda neo-hippie que predominaba por entonces, reflejada en bandas como Deee-Lite o B-52.
Para la promoción del sencillo, se rodó un videoclip dirigido por Alberto Sciamma; en él, se intercalan escenas de Alaska en la cocina, en una bañera rodeada de patitos y enfrentándose a un vendedor.

## Composición
«Hagamos algo superficial y vulgar» es una canción de género bubblgum pop con influencias del acid house. La producción, es más agradable que el del sencillo anterior. La letra invita a abandonar la monotonía de la rutina diaria y explorar nuevas experiencias, por superficiales, vulgares o insensatas que estas puedan parecer.
Nacho Canut, en una entrevista, explicó que «Hagamos algo superficial y vulgar» tenía una clara intención crítica hacia los grupos españoles contemporáneos de la época. Según Canut, estos grupos se limitaban a crear música repetitiva y predecible, sin arriesgarse a innovar ni a explorar sonidos nuevos.

## Publicación
La compañía Hispavox publicó en febrero de 1991 «Hagamos algo superficial y vulgar» como el segundo sencillo de Salto mortal, tras «En mi prisión». En primer lugar se publica en vinilo de 7" que incluyó en la cara A la versión original de 4:13 de duración y en la cara B el tema «Dios y diez demonios». Más tarde se publicó en vinilo de 12" que incluyó las remezclas «Extended Mix» de 8:11, la «Club Mix» de 4:21 y de nuevo «Dios y diez demonios». Tanto en 2002 como en 2010, el club de fans Club Fan Fatal publicó un CD de forma no oficial que contaba con las mismas pistas que el vinilo de 12". 

## Vídeo musical
El vídeo musical dirigido por Alberto Sciamma, quien dirigió anteriormente «En mi prision». En él se utiliza la versión «radio edit» de la canción, y destaca por su peculiar estética: se presenta un "marco" en forma de círculo o corazón, dentro del cual se despliegan imágenes psicodélicas, similar al vídeo anterior. 

### Sinopsis
Dentro de este marco se desarrolla la narrativa. La historia comienza con el nombre del grupo escrito con la tipografía del disco, seguida de una figura de Godzilla cuya boca se mueve. Posteriormente, se muestra a Alaska acostada en una cama de estilo barroco, vestida con un pijama violeta. Al sonar el despertador, ella se estira, bosteza y comienza la canción. A los pies de la cama, un grupo de hombres vestidos de manera extravagante (conocidos como las Diabéticas Aceleradas) se burlan de ella. Alaska, en respuesta, toma un control remoto, apunta hacia ellos y los hace desaparecer. Durante el videoclip, se intercalan primeros planos del rostro de Nacho, quien lleva gafas y sostiene una cámara de vídeo. También se muestra a un hombre que baila al ritmo de la canción. La escena siguiente muestra a Alaska en la cocina, preparándose el desayuno, para luego aparecer en una bañera llena de espuma y rodeada de patitos de goma. Más tarde, baja las escaleras de su casa, luciendo un catsuit de vinilo negro, característico de la época. Al abrir la puerta, se encuentra con un vendedor puerta a puerta de un aparato de cocina, cuya naturaleza no queda clara. Ella lo golpea en la cabeza, revisa sus bolsillos y encuentra una billetera llena de tarjetas de crédito. Después lo ata y lo deja en la cocina, "tomando prestado" su coche. Con el vehículo, se dirige al supermercado, donde llena su carrito con una variedad de productos y paga en caja utilizando las tarjetas del hombre que dejó atado en su casa. Al regresar, se muestra que el hombre permanece en el mismo estado en que ella lo dejó. En la siguiente escena, el hombre se encuentra en un bosque intentando arrancar una motosierra para vengarse. Lo vemos persiguiendo a Alaska, quien huye aterrada y gritando. Finalmente, Alaska, Nacho y las Diabéticas Aceleradas se reúnen en la casa para merendar; rodeados de muñecas Barbie y perritos caniches toy. El video culmina con un plano de Alaska bailando.